# Lumbardh i Pejës
A Lumbardh i Pejës (szerbül: Pećka Bistrica) Koszovó egyik folyója. A 62 kilométer hosszú folyó Klinánál, Koszovó délnyugati részén a Fehér-Drinbe torkollik, melynek jobb oldali mellékfolyója.  A Bistrica elnevezés szerb nyelven tiszta vizet jelent, míg a Pećka előtag azt jelenti, hogy pejai (szerbül peći). Ezt a névbeli megkülönböztetést azért kell alkalmazni, mert a régióban számos vízfolyás visel hasonló nevet, például: Dečanska Bistrica, Prizrenska Bistrica, Kožnjarska Bistrica, Loćanska Bistrica. A folyó sziklás medre és hegyvidéki mivolta miatt nem hajózható, viszont híres pisztrángos víz.

## Felső szakasza
A Lumbardh i Pejës folyó a Mokra Gora-hegység keleti lejtőin ered, mintegy 1900 méteres tengerszint feletti magasságban, Szerbia és Montenegró határán, a Rugova-völgyben. A folyó forrásától kezdve dél felé folyik, miközben összegyűjti a környező hegyek (Hajla, Micinat, Bogićevica) felszíni vizeit. A Micinat-hegy lábánál fekvő Boga (Boge), Haxhaj (Hadžovići) és Kuqishta (Kućište) településeken keresztülfolyva, a folyó kelet felé veszi az irányt és a Rugova völgybe ér. A Rugova-völgyben a folyó az évezredek során kivájta a fenséges panorámákkal bíró völgyteknőt, a Žljeb és a Kopranik hegyek között, mely a Prokletije-hegység északi nyúlványa. A völgy mintegy 25 kilométer hosszú és 1000 méter mély. A völgy felsőbb szakaszát nem csak a folyó, hanem a korábban itt terpeszkedő gleccser is formálta. A völgyben Shtupeq i Vogël (Mali Štupelj) településen kívül más lakott területek nem nagyon vannak, leszámítva egy jól kiépített kempinget, ahol szálláslehetőség és étterem is van.

## Alsóbb folyása
A völgyből kiérve a folyó eléri Peć városát, majd a Fehér-Drinnel párhuzamosan folyva észak felé tart.

## Fordítás
Ez a szócikk részben vagy egészben  a   Pećka Bistrica című angol Wikipédia-szócikk ezen változatának fordításán alapul.  Az eredeti cikk szerkesztőit annak laptörténete sorolja fel. Ez a jelzés csupán a megfogalmazás eredetét és a szerzői jogokat jelzi, nem szolgál a cikkben szereplő információk forrásmegjelöléseként.